# Araeognatha nubiferalis
Araeognatha nubiferalis är en fjärilsart som beskrevs av John Henry Leech 1889. Araeognatha nubiferalis ingår i släktet Araeognatha och familjen nattflyn. Inga underarter finns listade i Catalogue of Life.